# رین‌واردن
رین‌واردن (به هلندی: Rijnwaarden) یک شهرستان در هلند است که در خلدرلاند واقع شده‌است. رین‌واردن ۱۵ متر بالاتر از سطح دریا واقع شده‌است.